# 張邦彥 (嘉靖山西進士)
張邦彥（1502年—？），字德崇，號壺峰，山西潞安府長治縣人，民籍，明朝政治人物。

## 生平
嘉靖十三年（1534年）甲午科山西鄉試第五十九名舉人。嘉靖二十三年（1544年）中式甲辰科會試第二百十四名，登第三甲第一百六十五名進士。，历官戶部觀政、山东汶上縣知县。

## 家族
曾祖張玘；祖父張英；父張富，母劉氏。慈侍下。